# Skałka (berg i Tjeckien)
Skałka är ett berg i Tjeckien.   Det ligger i regionen Hradec Králové, i den nordöstra delen av landet, 130 km nordost om huvudstaden Prag. Toppen på Skałka är 677 meter över havet.
Terrängen runt Skałka är kuperad åt sydväst, men åt nordost är den platt.Runt Skałka är det ganska glesbefolkat, med 32 invånare per kvadratkilometer. Närmaste större samhälle är Trutnov, 14,0 km sydväst om Skałka. I omgivningarna runt Skałka växer i huvudsak barrskog.